# Dendrobium milaniae
Dendrobium milaniae är en orkidéart som beskrevs av Hans Fessel och Emil Lückel. Dendrobium milaniae ingår i släktet Dendrobium, och familjen orkidéer.
Artens utbredningsområde är Filippinerna. Inga underarter finns listade i Catalogue of Life.